# Collegio elettorale di Oggionno
Il collegio elettorale di Oggionno (o Oggiono) è stato un collegio elettorale uninominale del Regno di Sardegna. 
Era uno dei 15 collegi dell'allora provincia di Como. Comprendeva i territori di Oggiono e Canzo. Fu istituito con la legge 20 novembre 1859, n. 3778.. 

## Dati elettorali
Nel collegio si svolsero votazioni solo per la VII legislatura. In seguito il territorio fu incluso nel collegio elettorale di Brivio del Regno d'Italia.

### VII legislatura
Le votazioni si svolsero in 387 collegi uninominali a doppio turno. Come previsto dalla legge elettorale del 20 novembre 1859, era eletto al primo turno il candidato che «riunisce in suo favore più del terzo dei voti del total numero dei membri componenti il collegio e più della metà dei suffragi dati dai votanti presenti all'adunanza» (art. 91). Se nessun candidato era eletto, al ballottaggio tra i due candidati con più voti era eletto chi otteneva il maggior numero di voti (art. 92) o, in caso di ugual numero di voti, il maggiore d'età (art. 93).
| Partito                            | Partito                            | Candidato                          | Primo turno 25 marzo 1860 | Primo turno 25 marzo 1860 | Ballottaggio 29 marzo 1860 | Ballottaggio 29 marzo 1860 |
| Partito                            | Partito                            | Candidato                          | Voti                      | %                         | Voti                       | %                          |
| ---------------------------------- | ---------------------------------- | ---------------------------------- | ------------------------- | ------------------------- | -------------------------- | -------------------------- |
|                                    | —                                  | Pietro Rusconi                     | 150                       | 49,50                     | 176                        | 52,54                      |
|                                    | —                                  | Paolo Emilio Beretta               | 153                       | 50,50                     | 159                        | 47,46                      |
|                                    |                                    |                                    |                           |                           |                            |                            |
| Iscritti                           | Iscritti                           | Iscritti                           | 384                       | 100,00                    | 384                        | 100,00                     |
| ↳ Votanti (% su iscritti)          | ↳ Votanti (% su iscritti)          | ↳ Votanti (% su iscritti)          | 321                       | 83,59                     | 338                        | 88,02                      |
| ↳ Voti validi (% su votanti)       | ↳ Voti validi (% su votanti)       | ↳ Voti validi (% su votanti)       | 303                       | 94,39                     | 335                        | 99,11                      |
| ↳ Schede non valide (% su votanti) | ↳ Schede non valide (% su votanti) | ↳ Schede non valide (% su votanti) | 18                        | 5,61                      | 3                          | 0,89                       |
| ↳ Astenuti (% su iscritti)         | ↳ Astenuti (% su iscritti)         | ↳ Astenuti (% su iscritti)         | 63                        | 16,41                     | 46                         | 11,98                      |

Nella prima votazione non è indicato il numero dei voti dispersi.